# Lalitpur (dystrykt, Nepal)

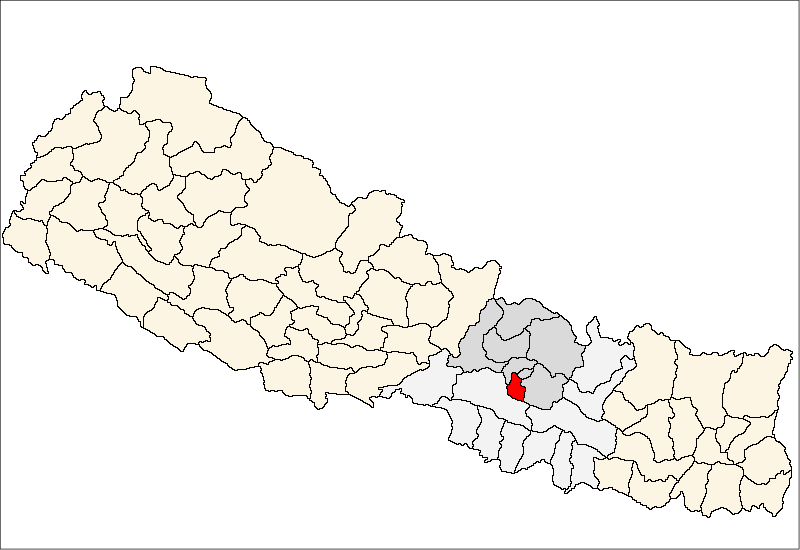
Dystrykt Lalitpur

Dystrykt Lalitpur (nep. ललितपुर) – jeden z siedemdziesięciu pięciu dystryktów Nepalu. Leży w strefie Bagmati. Dystrykt ten zajmuje powierzchnię 385 km², w 2001 r. zamieszkiwało go 337 785 ludzi. Stolicą jest Patan.